# Heart (Glee)
«Heart»  (en español Corazón) es el decimotercer capítulo de la tercera temporada de Glee. Fue escrito por Ali Adler y dirigido por el cocreador de la serie Brad Falchuk. Fue estrenado por la cadena de televisión Fox el 14 de febrero de 2012. En el episodio se interpretan canciones para el Día de San Valentín por el Club Glee, y cuenta con actores invitados, entre ellos el ganador del reality The Glee Project, Samuel Larsen, interpretando a Joe Hart, y a Jeff Goldblum y Brian Stokes Mitchell interpretan a los padres de Rachel.
«I Will Always Love You», cantada por Whitney Houston en el capítulo, es interpretada por Mercedes (Amber Riley) en el episodio;  en la parte final de los créditos hay una dedicatoria a la cantante. La interpretación de Riley fue positiva para los críticos, al igual que las demás interpretaciones cantadas en el episodio. «I Will Always Love You» fue una de las dos canciones del episodio que lograron entrar en el Billboard Hot 100  y el Canadian Hot 100, junto con «Stereo Hearts», mientras que los otros sencillos no figuran en ninguna lista.
"Heart" fue seguido por 6,99 millones de espectadores en Estados Unidos, lo que le permitió al episodio obtener una cuota de pantalla de 2,8/8 dentro de la franja demográfica de 18 a 49. La audiencia bajó casi un 11% de su episodio anterior, The Spanish Teacher. 

## Sinopsis
Will (Matthew Morrison) asigna a los miembros de Nuevas Direcciones para interpretar canciones de amor para el Día de San Valentín. Sugar (Vanessa Lengies) aprovecha la oportunidad para anunciar la fiesta de su día de San Valentín. Artie (Kevin McHale) y Rory (Damian McGinty) se proponen conquistar a Sugar con regalos, Artie canta "Let Me Love You" y Rory, les informa de que su visa para su segundo año en la escuela McKinley ha sido negada (interpreta la canción "Home"). Sugar elige como pareja de canto a Rory.
Santana (Naya Rivera) y Brittany (Heather Morris) están a punto de besarse en la sala cuando el director Figgins (Iqbal Theba) se lo impide. Él les dice queha recibido quejas acerca de sus demostraciones públicas de afecto, Santana también se queja ante él, citando los besos de Finn (Cory Monteith) y Rachel (Lea Michele).
Quinn (Dianna Agron), Mercedes (Amber Riley) y Sam (Chord Overstreet) son miembros de un club cristiano llamado "God Squad" y deciden recaudar fondos mediante la realización de cartas cantadas para el Día de San Valentín. Su miembro más reciente es Joe Hart (Samuel Larsen). Finn junto a un grupo de acompañamiento le canta a Rachel "Stereo Hearts". Santana luego los contrata para que canten junto a Britanny.
Mercedes termina su relación con Shane (LaMarcus Tinker), Sam se siente culpable por lastimar a Shane y quiere estar seguro de sus propios sentimientos. Ella interpreta "I Will Always Love You", y Sam sale de la habitación, llorando.
Finn y Rachel revelan sus planes de matrimonio a los miembros de New Directions, la mayoría de los cuales no están muy entusiasmados entusiastas. Los dos padres de Rachel, Hiram y LeRoy Berry (Jeff Goldblum y Brian Stokes Mitchell), junto con la madre de Finn Carole (Romy Rosemont) y su padrastro Burt Hummel (Mike O'Malley), actúan de manera favorable, con la esperanza de que la experiencia de vivir juntos les haga desistir de casarse; pero la estratagema fracasa y anuncian que se casarán incluso antes de lo previsto.
Kurt (Chris Colfer) ha estado recibiendo regalos con el nombre "El gorila de San Valentín" durante toda la semana de un admirador secreto que él cree que es Blaine (Darren Criss), mientras sigue en su casa recuperándose de una lesión en un ojo. Llega a la fiesta del Día del San Valentin. En el restaurante, Kurt entra después de que su admirador secreto se lo pidiera. Cuando se quita la máscara de gorila, descubre que es Karofsky. Los dos se sientan y Dave (Max Adler) le dice a Kurt que sabía que Kurt le gustaba desde Scandals, al ver lo fuerte y orgulloso que se sentía. Él admite que quería llamarlo, diciéndole que lo ama. Kurt le dice que él está orgulloso de Dave por llegar a donde está ahora tan rápidamente, pero admite que él no le gusta de esa manera y que está con Blaine. Dave se levanta para irse, para descubrir que un compañero de equipo de su nueva escuela ha presenciado todo el intercambio. Se va rápidamente, dejando a Kurt llamándole.
Sugar comienza la noche entregando tarjetas de regalo para todos. Anuncia al "God Squad" y cantan Cherish/Cherish, dedicada a Brittany como regalo de Santana. Sugar y Rory bailan, ella le dice que va a echarlo de menos, él responde sorprendido hasta que se da cuenta de lo que está hablando y dice que no se preocupe por eso (lo que posiblemente implica que mintió acerca de mudarse sólo para ganar su afecto). A medida que avanza la canción Sugar le comenta a Rory que su padre le puede comprar Irlanda para evitar su partida, el joven la mira con ternura. Santana y Brittany, finalmente comparten un beso cuando la canción termina.
Blaine sale detrás de una cortina cuando es presentado por Sugar, e interpreta la canción "Love Shack", acompañado por varias chicas del Club Glee. Cuando Kurt ve que es Blaine el nuevo invitado le cambia la cara, después Blaine invita a Kurt a unirse a la interpretación y acepta.

## Producción

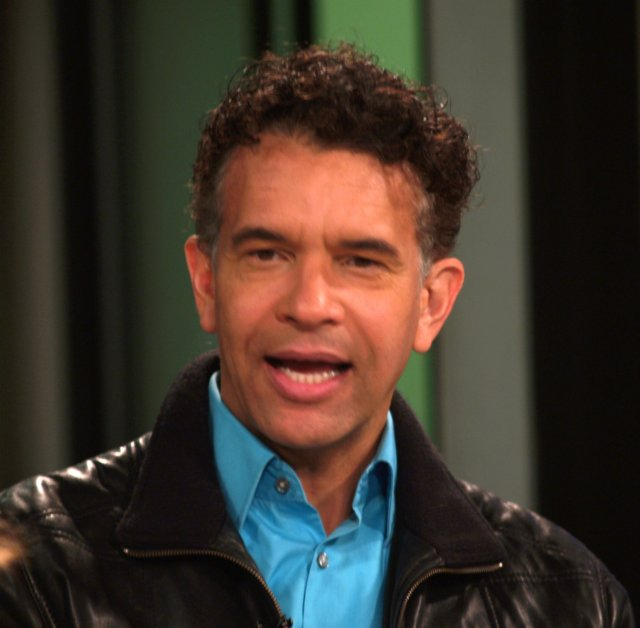
Heart Glee

"Heart" es el segundo episodio escrito por Ali Adler, y fue dirigida por el cocreador Brad Falchuk. Fue filmado el 13 de enero de 2012, el mismo día que el capítulo tributo a Michael que estaba siendo filmado, que se inició el 5 de enero de 2012. El episodio terminó su rodaje con dos números musicales el 31 de enero de 2012.
El 8 de diciembre de 2011 empezaron las audiciones para interpretar a los padres de Rachel Berry. El 17 de enero de 2012 se confirmó que los actores Jeff Goldblum y Brian Stokes Mitchell interpretarían a los padres de Rachel. Dos días después estaban en el set, filmando sus primeras escenas con Lea Michele.
Samuel Larsen exparticipante de The Glee Project hace su debut en la serie interpretando a Joe Heart. Larsen había empezado a grabar para la tercera temporada el 17 de enero de 2012 según por Cory Monteith, Larsen empezó a grabar con el Club Glee el 25 de enero de 2012 junto a las actrices Lea Michele, Dianna Agron y luego con su compañero reality Damian McGinty.
El episodio cuenta con un total de diez interpretaciones musicales, de las cuales ocho fueron lanzadas como sencillos para descarga digital. Jenna Ushkowitz y Harry Shum, Jr cantan  «L-O-V-E» de Nat King Cole, «I Will Always Love You» de Dolly Parton es interpretada por Riley; Larsen, Overstreet, Agron y Riley cantan «Stereo Hearts» de Gym Class Heroes, y McHale canta «Let Me Love You» de Mario Dewar Barrett.